# Данку (Румунія)
Данку (рум. Dancu) — село у повіті Ясси в Румунії. Входить до складу комуни Холбока.
Село розташоване на відстані 325 км на північ від Бухареста, 5 км на схід від Ясс.

## Населення
За даними перепису населення 2002 року у селі проживали 6863 особи. Рідною мовою 6861 особа (> 99,9%) назвала румунську.
Національний склад населення села:
| Національність   | Кількість осіб | Відсоток |
| ---------------- | -------------- | -------- |
| румуни           | 6810           | 99,2%    |
| цигани           | 46             | 0,7%     |
| росіяни-липовани | 5              | 0,1%     |